# Mill Brook (dopływ West Bay)
Mill Brook – strumień (brook) w kanadyjskiej prowincji Nowa Szkocja, w hrabstwie Inverness, płynący w kierunku wschodnim i uchodzący do zatoki West Bay; nazwa urzędowo zatwierdzona 3 maja 1961.